# 庶長無地
庶长无地（?—?），春秋时期秦国的庶长。
庶长武當時的國君是秦景公。前559年冬，楚国子囊、秦国庶长无地伐宋国，率师到扬梁，来报复晋国攻取郑国。